# مأموریت کاری

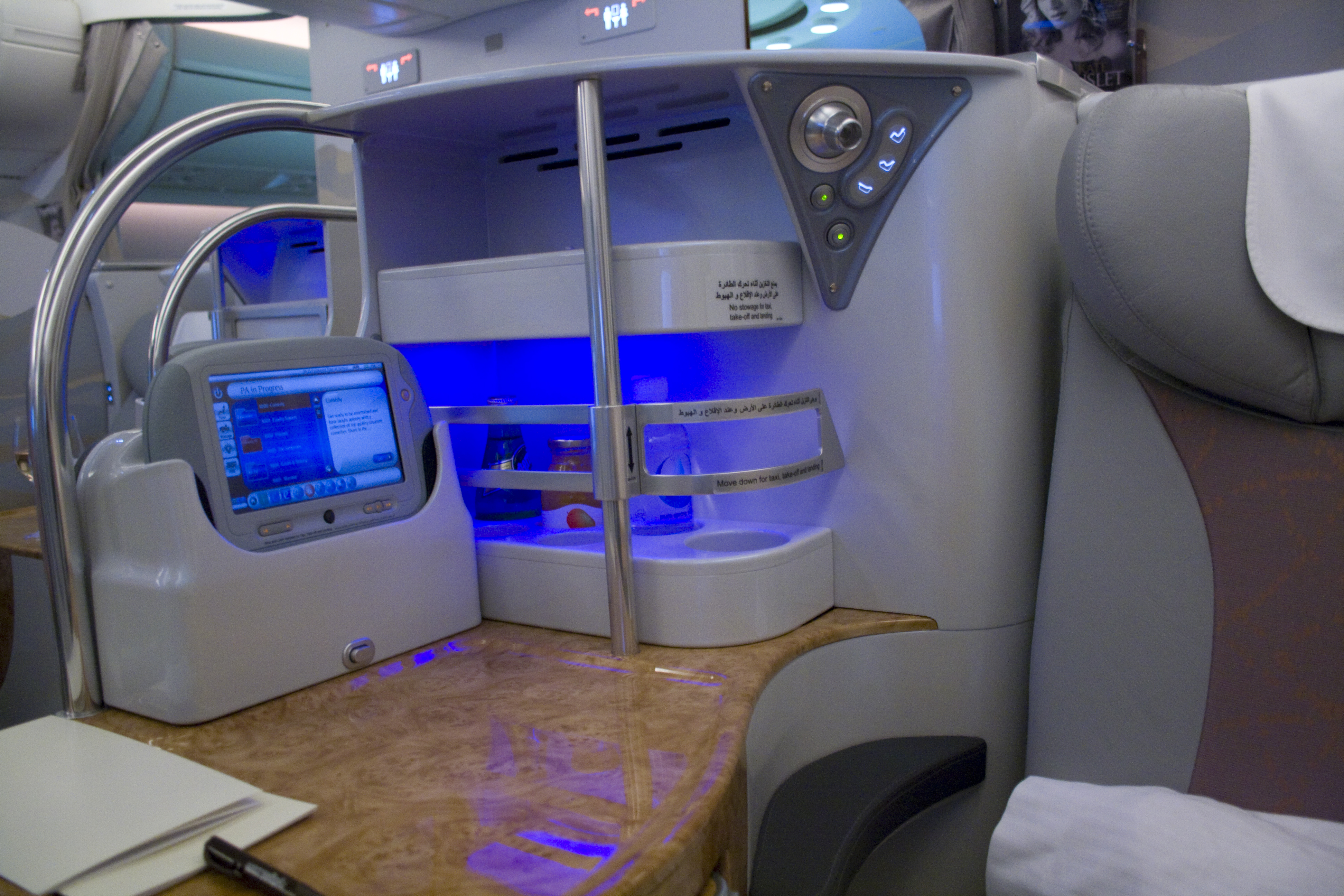
معمولا بخش بیزنس کلاس هواپیمای مسافربری، به نسبت بخش اکونومی کلاس، جای بیشتری برای مسافران فراهم می‌کند.

مأموریت کاری، سفری برای کسب‌وکار است و محل کار به‌طور موقت ترک می‌شود. ماموریت کاری، با دیگر گونه‌های مسافرت، مانند سفر تفریحی و سفر پیاپی از منزل به محل کار فرق دارد.
مأموریت کاری باید توسط کارفرما تأیید شود. هزینه‌های سفر را می‌توان با جزئیات یا به‌طور کامل محاسبه کرد.

## دلایل
- بازدید خریداران، تولیدکنندگان، یا نمایشگاه‌ها
- بازدید از دیگر مراکز شرکت مانند کارگاه، کارخانه، یا دیگر دفترهای شرکت
- شرکت در همایش‌ها و سمینارها
- بازاریابی یا ترویج یک فراورده تازه یا در حال تولید
- بازدید از یک سایت یا پروژه برای ارزیابی وضعیت
- افزایش وفاداری کارمند به کسب‌وکار
- یافتن روابط کاری تازه
- آموزش بیشتر
- سفرهای علمی و پژوهشی
- کار در زمینه مهندسی عمران، مهندسی معدن، مهندسی نفت، زمین‌شناسی، و غیره.

## آثار منفی
کارمندانی که به صورت مداوم در سفر کاری هستند، درگیر مشکلاتی مثل احساس تنهایی، افسردگی و کاهش سلامت روانی می‌شوند. گزارشی که در سال 2019 منتشر شد نشان می‌داد که 1 نفر از هر 5 نفر که به صورت مداوم سفرهای کاری دارد، دچار کاهش سلامت روانی شده است. علاوه بر این ممکن است این کارمندان مراسم‌های مهم خانوادگی را از دست بدهند و روابطشان به همین دلیل متزلزل شود.